# لئونارد هابهاوس

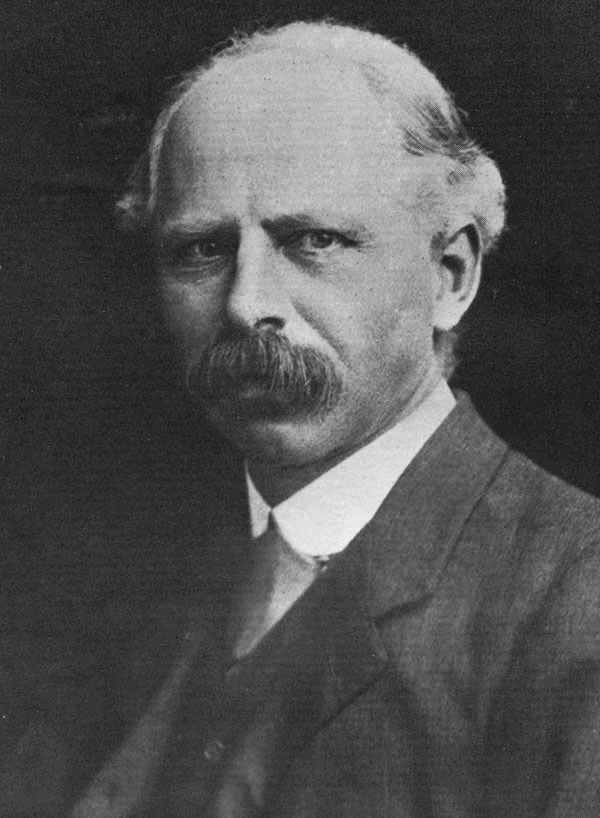
لئونارد هابهاوس

لئونارد ترلاونی هابهاوس (به انگلیسی: Leonard Trelawny Hobhouse)؛ (۸ سپتامبر ۱۸۶۴–۲۱ ژوئن ۱۹۲۹) عضو آکادمی بریتانیا، نظریه‌پرداز سیاسی لیبرال و جامعه‌شناس انگلیسی بود. او را یکی از پیشروترین و نخستین حامیان لیبرالیسم اجتماعی می‌دانند. آثارش که با انتشار کتاب مشهورش لیبرالیسم (۱۹۱۱) به اوج خود رسید، جایگاه مهمی را در چارچوب لیبرالیسم جدید به خود اختصاص داد. او هم به عنوان استاد دانشگاه و هم روزنامه‌نگار کار می‌کرد و نقشی کلیدی در ایجاد جامعه‌شناسی به عنوان یک رشته دانشگاهی ایفا کرد. در سال ۱۹۰۷ او با ادوارد وسترمارک به عنوان اولین استادان جامعه‌شناسی در دانشگاه لندن انگلستان منصوب شدند. او همچنین بنیانگذار و اولین ویراستار مجله بررسی جامعه‌شناسی بود. خواهرش، امیلی هابهاوس، فعال رفاه در بریتانیا بود.

## زندگی
هابهاوس در سنت ایو، حومه لیسکارد در کورن‌وال زاده شد. پسر رجینالد هابهاوس، یک روحانی انگلیسی، و کارولین ترلاونی. او پیش از خواندن عالی در کالج کورپوس کریستی، آکسفورد در کالج مارلبورو شرکت کرد، جایی که در سال ۱۸۸۷ با مدرک درجه یک فارغ‌التحصیل شد. پس از فارغ‌التحصیلی، هابهاوس در آکسفورد به عنوان همکار جایزه در کالج مرتن، آکسفورد پیش از تبدیل شدن به یک همکار کامل در کورپوس کریستی باقی ماند. هابهاوس بین سال‌های ۱۸۹۷ تا ۱۹۰۷  از دانشگاه فاصله گرفت و به‌عنوان روزنامه‌نگار (از جمله مدتی با گاردین منچستر)، به‌عنوان دبیر اتحادیه کار کرد. در سال ۱۹۰۷، هابهاوس به دانشگاه بازگشت و کرسی تازه ایجاد شده جامعه‌شناسی در دانشگاه لندن را با عنوان استاد جامعه‌شناسی مارتین وایت پذیرفت و تا زمان مرگش در سال ۱۹۲۹ در آنجا ماند.
هابهاوس از سنین پایین، خداناباور بود و این در حالی است که پدرش معاون اسقف بود. او باورمند بود آزمون‌های عقلانی را می‌توان برای ارزش‌ها به کار برد و آنها می‌توانند خودسازگار و عینی باشند.
هابهاوس هرگز مذهبی نبود. او در سال ۱۸۸۳ نوشت: در سیاست… یک رادیکال محکم است. در مذهب… یک ندانم‌گرا (در صورت امکان ولی محکم‌تر). هابهاوس از نظر دیدگاه‌های سیاسی و فلسفی، گلدستونی بود. یکی از پیروان فداکار فیلسوف جان استوارت میل و یکی از ستایشگران جان مورلی، چارلز بردلو و سر چارلز دیلک، بارونت دوم بود. این تأثیرات، او را به مواضع سیاسی گوناگون همچون فمینیستی، دمکراتیک و سکولاریستی سوق داد. او اغلب جمهوری‌خواه بود و طرح‌های دموکراتیک را در جوامعی همچون مدرسه پیشنهاد می‌کرد.

## سیاست اقتصادی
هابهاوس در حمایت از جنبش «لیبرال جدید» در اوایل سده گذشته حامی حزب لیبرال تحت رهبری رهبرانی همانند هربرت هنری اسکویت و دیوید لوید جورج بود. او بین اموال نگهداری شده «برای استفاده» و دارایی «برای قدرت» تمایز قائل شد؛ بنابراین، همکاری دولت با اتحادیه‌های کارگری می‌تواند به عنوان کمک به مقابله با آسیب ساختاری کارکنان از نظر قدرت توجیه شود. او همچنین این نظریه را مطرح کرد که مالکیت نه تنها با تلاش فردی بلکه توسط سازمان اجتماعی به دست می‌آید. اساساً ثروت بعد اجتماعی دارد و یک محصول جمعی است. این یعنی صاحبان دارایی بخشی از موفقیت خود را مدیون جامعه هستند و در نتیجه نسبت به دیگران تعهد دارند. او باورمند بود توجیه نظری سطح بازتوزیع ارائه شده توسط دولت جدید، بازنشستگی است.
هابهاوس از سوسیالیسم مارکسیست متنفر بود و گرایش خود را سوسیالیسم لیبرال و بعدها لیبرالیسم اجتماعی توصیف کرد؛ بنابراین هابهاوس در تاریخ فکری لیبرال دموکرات جایگاه بسیار مهمی داشت.

## آزادی مدنی
هابهاوس همچنین دیدگاه مثبتی از لیبرالیسم را در کارهایش ارائه می‌کند که در آن هدف آزادی نه صرفاً به خاطر خوب بودن آزادی بلکه هدف آنست که آزادی بتواند افراد را قادر به رشد کند. هابهاوس می‌گفت نه صرفٱ به دلیل عدم توجه به رفاه دیگران، بلکه چون اجبار در بهبود وضع افراد بی‌تأثیر است، باید از اجبار اجتناب کرد.
هابهاوس ضمن رد آموزه‌های عملی لیبرالیسم کلاسیک همانند لسه فر، کار لیبرال‌های کلاسیک پیشین مانند ریچارد کوبدن را در برچیدن نظم باستانی جامعه و اشکال قدیمی‌تر اجبار تحسین کرد. هابهاوس بر این باور بود که یکی از ویژگی‌های تعیین‌کننده لیبرالیسم، ویژگی رهایی‌بخش آن است، چیزی که به باور او از لیبرالیسم کلاسیک تا لیبرالیسم اجتماعی که او از آن حمایت می‌کرد، ثابت است. وی با این وجود بر اشکال مختلف اجبار تاکید کرد که در حال حاضر در جامعه جدا از حکومت وجود دارد؛ بنابراین، او پیشنهاد نمود برای ترویج آزادی، دولت باید سایر اشکال اجبار اجتماعی را بهبود بخشد.
هابهاوس ابراز امیدواری کرد لیبرال‌ها و آنچه اکنون گرایش سوسیال دموکرات در حزب کارگر نامیده می‌شود، بتوانند یک ائتلاف مترقی بزرگ تشکیل دهند.

## سیاست خارجی
هابهاوس اغلب از این موضوع ناامید می‌شد که جمع‌گرایان در بریتانیا هنوز به امپریالیست تمایل دارند. هابهاوس با جنگ دوم بوئر مخالفت کرد و خواهرش، امیلی هابهاوس برای جلب توجه افکار عمومی به شرایط بد اردوگاه‌های کار اجباری تلاش بسیاری کرد که توسط ارتش بریتانیا در آفریقای جنوبی ایجاد شده بود. او که در ابتدا با جنگ جهانی اول مخالف بود، بعدها حامی جنگ شد. هابهاوس بین‌الملل‌گرا و از پیگیری منافع ملی بریتانیا بیزار بود که توسط دولت‌های وقت انجام می‌شد. در طول جنگ، هابهاوس ایده‌آلیست‌های بریتانیایی همانند برنارد بوسانکه را در کتاب خود «نظریه متافیزیکی دولت» (۱۹۱۸) برای هگلی بودن و در نتیجه آلمانی‌سازی مورد انتقاد قرار داد.

## ترجمه‌ها
- لیبرالیسم، لئونارد هابهاوس، ترجمه رضا یعقوبی، نشر مدام، تهران، 1403